# Luciola
Luciola (Laporte, 1833) è un genere di minuscoli insetti coleotteri, appartenenti alla famiglia Lampyridae, noti come lucciole. 

## Descrizione
A differenza dell'altro genere presente in Italia, Lampyris, le lucciole del genere Luciola non hanno un elevato dimorfismo sessuale, ma si possono comunque riconoscere facilmente. 
I maschi sono alati, con un corpo lungo e snello, e possono essere lunghi più di un centimetro. Possono volare a circa un metro da terra o posarsi su steli.
Le femmine, più rare, sono anch'esse alate, ma il corpo è più tozzo e corto e si trovano frequentemente a terra, forse appena nascoste dall'erba. Il pronoto, in entrambi i sessi, non ricopre totalmente il capo e può presentare una macchia rossiccia centrale. Le elitre sono marrone scuro e ricoprono tutto il corpo. Ventralmente si può osservare la parte terminale dell'addome di colore bianco, dove avviene la produzione della luce.

## La luce

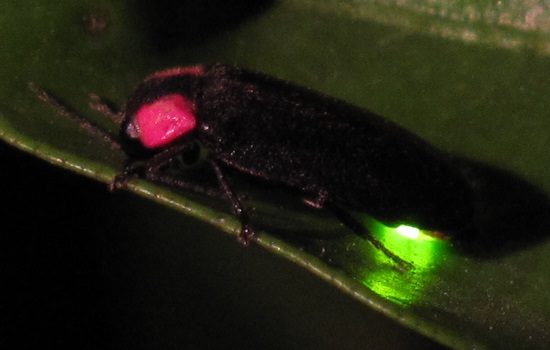
Bioluminescenza di una Luciola lateralis.

La luce emessa è dovuta all'ossidazione del substrato fotogeno luciferina ad ossiluciferina, che avviene in presenza di ossigeno grazie alla catalisi operata dall'enzima luciferasi. È una luce fredda, la cui lunghezza d'onda oscilla fra i 500 ed i 650 nm. L'intensità invece varia a seconda della specie (ne esistono circa 2000). L'emissione luminosa è una funzione che si manifesta nella fase di corteggiamento precedente all'accoppiamento.

## Sistematica
L'Europa annovera tre specie, di cui due sono presenti anche in Italia:
- Luciola italica (Linnaeus, 1767) (Italia, Balcani occidentali)
- Luciola lusitanica (Charpentier, 1825) (Portogallo, Spagna, Francia, Italia, Balcani, Russia meridionale)
- Luciola novaki Müller, 1946 (Balcani occidentali)